# Quattroruote
Quattroruote — « Quatre roues » — est un magazine mensuel italien traitant d'automobile, publié par la grande maison d'édition italienne Editoriale Domus SpA implantée à Rozzano, près de Milan. Fondé en février 1956 par Gianni Mazzocchi avec comme objectif de s'adresser au conducteur lambda pour l'informer des nouveautés automobiles et lui donner tous les conseils relatifs à la sécurité routière. Le magazine va devenir en quelques mois seulement la publication la plus vendue de sa catégorie en Italie et considéré comme une référence en la matière. La revue a plusieurs éditions internationales, notamment en Russie, Chine, Roumanie et, depuis 2007, en Grande Bretagne, en partenariat avec la BBC et son émission Top Gear.

## Histoire
La première diffusion de la revue mensuelle Quattroruote remonte au mois de février 1956, avec comme sujet principal l'essai détaillé de la nouvelle Alfa Romeo Giulietta. Quattroruote succède à la revue trimestrielle L'Auto Italiana, créée à Turin en 1919 par de jeunes passionnés de l'automobile Celestino Rosatelli et Guido Guidi.
Quattroruote dispose d'une piste d'essai située à Vairano di Vidigulfo dans la Province de Pavie au sud de Milan. Cette piste d'essais, longue de 4 500 m, a été ouverte en 1995. Elle comporte une ligne droite de 1 800 m où sont réalisés les tests d'accélération. Les voitures très rapides peuvent être poussées à plus de 300 km/h. Cette piste a reçu l'homologation de la FIA pour les tests de Formule 1.

## Diffusion
Durant ses 67 ans d'existence, Quattroruote a connu une croissance rapide malgré l'arrivée de plusieurs concurrents. Le tirage le plus important remonte à la période comprise entre septembre 1993 et août 1994 avec une moyenne d'environ 600 000 exemplaires (596 742 exemplaires). Après être descendu à 464 000 exemplaires en 2004, il reste stable actuellement à environ 500 000 exemplaires. C'est le magazine automobile le plus vendu en Italie et le quatrième magazine automobile européen.

## Articles réguliers
Le site quattroruote.it est disponible sur internet avec un accès libre sur quasiment tous les articles. Sont réservés aux abonnés les essais détaillés des modèles automobiles.
Un site jumeau tuttotrasporti.it est consacré aux véhicules utilitaires, aux poids lourds, autocars et autobus.
- News – comprend les nouveautés attendues, annoncées et des photographies « scoop » avec des informations sur les futurs modèles encore secrets, les informations sur les résultats des constructeurs, les nouveautés concernant la viabilité avec l'avancée des travaux de construction de nouvelles routes et autoroutes.
- Auto - informe des dernières nouveautés mondiales avec souvent, pour les modèles qui seront commercialisés en Europe, de brefs essais sur route en avant première, le catalogue des modèles commercialisés avec leurs caractéristiques techniques et les prix de vente des modèles neufs et la cote de l'occasion.
- Utilités - comporte des articles d'analyse technique et juridique expliquant les nouvelles lois, les contrats d'assurance et des guides d'achat pour les accessoires et consommables comme les pneumatiques, la visite de contrôle et les visites médicales des taxis et chauffeurs privés, certificat anamnésique pour les automobilistes à partir de 60 ans.
- Sport – articles d'informations sur le sport automobile, courses, principalement la Formule 1 et les rallyes.
- Fleet & Business – comporte toutes les rubriques destinées aux professionnels de la route : assurances, déclarations administratives, gestion des flottes, leasing.

- Essais détaillés - tests en profondeur et analyse d'un nouveau modèle, par numéro. Dans le numéro de décembre, Quattroruote publie traditionnellement un récapitulatif des modèles essayés durant l'année avec les références du numéro concerné. Sur internet, cette partie est réservée aux abonnés.

## Directeurs
- Gianni Mazzocchi : depuis la création en 1956 jusqu'à son décès en octobre 1984.
- Raffaele Mastrostefano : octobre 1984 à avril 1996.
- Mauro Coppini : mai 1996 à juin 2000.
- Mauro Tedeschini : juillet 2000 à juillet 2010.
- Carlo Cavicchi : juillet 2010 à mai 2014.
- Gian Luca Pellegrini : depuis juin 2014.

## Éditions internationales
Quattroruote est diffusé dans plusieurs pays du monde à travers une édition entièrement traduite en anglais mais également avec plusieurs éditions internationales, notamment en Russie, Chine, Brésil, Portugal, Roumanie et, depuis 2007, en Grande Bretagne, en partenariat avec la BBC et son émission Top Gear. Chacun de ces numéros reprend certains textes italiens mais traite des sujets intéressant les publics locaux.

## Ouvrages annexes
L'un des plus importants ouvrages publiés annuellement par Quattroruote est le célèbre Tutte le Auto del Mondo — Toutes les voitures du monde — aussi appelé « TAM ». La première édition remonte à 1960. Il est actualisé chaque année. Après la mort de son directeur en 2010 à Lido di Jesolo (importante station balnéaire dans la Province de Venise), ce livre n'est plus publié. Le TAM a été reconnu comme l'ouvrage le plus complet au monde concernant les modèles automobiles.[réf. nécessaire]
Quattroruote, avec sa maison d'édition Editoriale Domus SpA, a également publié une encyclopédie sur l'automobile.
Editoriale Domus SpA dispose de nombreuses publications concernant le monde des transports et de l'automobile :
- Quattroruote, la plus importante revue italienne du secteur automobile ;
- TuttoTrasporti, revue mensuelle consacrée aux véhicules utilitaires, poids lourds, transports exceptionnels, autocars et autobus ;
- RuoteClassiche, revue mensuelle consacrée aux automobiles anciennes et de collection ;
- Quattroruote Professional, revue mensuelle consacrée aux professionnels des transports.

Le groupe s'intéresse également aux deux-roues avec les revues Dueruote et Motonline.